# Campeonato Peruano de Fútbol de 1913
El Campeonato Peruano de Fútbol de 1913 es denominado como «II Campeonato de la Liga Peruana de Football 1913», fue la 2.ª edición de la Primera División del Perú y la 2.ª edición realizada por la ADFP. El campeón del torneo fue el Club Jorge Chávez N°1, quien obtuvo su primer título y la Copa Escudo Dewar.
Se desarrolló entre el 5 de mayo al 8 de septiembre de 1913, con la participación de siete clubes de Lima y Callao bajo el sistema de todos contra todos en dos ruedas.
Los clubes que ascendieron de la Segunda División fueron el Atlético Grau N°1 y el Unión Miraflores, al final de la competencia descendieron de categoría el Unión Miraflores y el Miraflores Sporting que no participó.
La organización del torneo estuvo a cargo de la Liga Peruana de Foot Ball (LPFB), base de la Liga Distrital de Futbol de Lima Cercado y de la Asociación Deportiva de Fútbol Profesional (ADFP).

## Ascensos y descensos
| Club              | Ascendido como              |
| ----------------- | --------------------------- |
| Atlético Grau Nº1 | 1º en Segunda División 1912 |
| Unión Miraflores  | 2º en Segunda División 1912 |

| Club                          | Descendido como                 |
| ----------------------------- | ------------------------------- |
| Sport Vitarte                 | 7º en Primera División 1912     |
| Escuela Militar de Chorrillos | Retiro en Primera División 1912 |

## Equipos participantes
| Club                | Ciudad            | Fundación |
| ------------------- | ----------------- | --------- |
| Association F.B.C.  | Cercado, Lima     | 1897      |
| Atlético Grau Nº1   | Cercado, Lima     | 1909      |
| Jorge Chávez Nº1    | Cercado, Lima     | 1910      |
| Lima Cricket        | Magdalena Lima    | 1859      |
| Miraflores Sporting | Miraflores, Lima  |           |
| Sport Alianza       | La Victoria, Lima | 1901      |
| Sport Inca          | Rímac, Lima       | 1908      |
| Unión Miraflores    | Miraflores, Lima  | 1911      |

### Equipos no participantes
- Miraflores Sporting Club - no participa y desciende de categoría.

## Tabla de posiciones
El primer puesto de la tabla y el título de campeón fue para el Jorge Chávez N.º 1 y obtuvo la Copa Escudo Dewar, el segundo lugar fue para el Lima Cricket y en tercer lugar estuvo el Sport Alianza
| Pos. | Equipo             | PJ |
| ---- | ------------------ | -- |
| 1º   | Jorge Chávez Nº1   | 12 |
| 2º   | Lima Cricket       | 12 |
| 3º   | Sport Alianza      | 12 |
| 4º   | Association F.B.C. | 12 |
| 5º   | Atlético Grau Nº1  | 12 |
| 6º   | Sport Inca         | 12 |
| 7º   | Unión Miraflores   | 12 |

|  |          |
|  | Campeón  |
|  | Descenso |

|                            |
| Campeón Nacional           |
| Jorge Chávez Nº1 1º título |
|                            |

## Enlaces
- Espectáculo y autogobierno del fútbol, capítulo 4 de La difusión del fútbol en Lima, tesis de Gerardo Álvares Escalona, Biblioteca de la Universidad Nacional Mayor de San Marcos
- Tesis Difusión del Fútbol en Lima
- De Chalaca:El génesis
- retrofutbolas:Campeones y subcampeones del Fútbol Peruano